# Dödskalleblomflugor
Dödskalleblomflugor (Myathropa) är ett släkte i familjen blomflugor. Det svenska namnet kommer från ryggsköldens dödskalleliknande teckning.
Släktet har endast två arter, dödskallefluga (Myathropa florea) som är vanligt förekommande i Sverige och Myathropa mallotiformis som är endemisk för Madeira.